# Вулиця Кревецького
Вулиця Кревецького — вулиця у Шевченківському районі міста Львів, місцевість Замарстинів. Пролягає від вулиці Квітки Цісик до вулиці Миколи Хвильового.

## Історія та забудова
Вулиця виникла в середині XX століття, не пізніше 1965 року отримала назву Димитрова бічна. Сучасна назва — з 1992 року, на честь Івана Кревецького, українського історика та фольклориста.
Забудова одно- та двоповерховими будинками 1930-х років у стилі конструктивізм.